# Fêtes et jours fériés en Birmanie
Les jours fériés en Birmanie sont réglementés par le gouvernement. Le gouvernement de la République de l’Union du Myanmar annonce chaque année les jours fériés par proclamation,.
| Date              | Nom français                                         | Nom local                  | Remarques |
| ----------------- | ---------------------------------------------------- | -------------------------- | --- |
| 1er janvier       | Jour de l'an                                         |                            | Jour férié, comme dans la plupart des pays.                                                                                                 |
| 4 janvier         | Jour de l'Indépendance                               | Lut Lat Yae Naih           | L'indépendance de l'Empire britannique a été proclamée le 4 janvier 1948.                                                                   |
| 12 février        | Jour de l'Union                                      | Pyi Daung Su Naih          | Fête en l'honneur d'Aung San, père de l'indépendance birmane. Durant les deux semaines précédentes, le drapeau birman va de ville en ville. |
| Février/Mars*     | Magha Puja/Pleine Lune de Tabaung                    | Māgha Pūjā                 | |
| 2 mars            | Jour des paysans                                     | Taung thu lai tha mah Naih | En honneur à la ressource humaine majeure                                                                                                   |
| 27 mars           | Jour des Forces Armées et de la Résistance           | Taw Hlan Yae Naih          | Célébré avec des défilés et des feux d'artifice.                                                                                            |
| 13-16 avril*      | Nouvel an birman                                     | Thingyan                   | Fête de l'eau (4 jours) |
| 1er mai           | Fête du Travail                                      | A lote tha mah Naih        | |
| Mai*              | Vesak                                                | Ka-sone Larh Pyae Naih     | Vesak - Anniversaire de Bouddha. |
| Juin-juillet*     | Fête du commencement de Vassa                        | Waso Lar Pyae Naih         | Vassa - Célébration du début du Carême bouddhique.                                                                                          |
| 19 juillet        | Jour des martyrs                                     | Ar Zar Ni Naih             | Souvenir des sept martyrs : Aung San et ses 6 collègues assassinés le 19 juillet 1947.                                                      |
| Octobre-novembre* | Fête de la fin de Vassa ou Pleine Lune de Thadingyut | Thadingyut Larh-Pyae Naih  | Célébration de la fin du Carême bouddhique. On allume des bougies et on lâche des ballons lumineux.                                         |
| Octobre-novembre* | Pleine Lune de Tazaungmone                           | Tazaungmone Larh-Pyae Naih | Kathina |
| 24 novembre*      | Fête nationale                                       | A-Myo-Thar Naih            | Dix jours après Kathina. En souvenir de l'exil du dernier roi, et des protestations estudiantines contre les Britanniques en 1928.          |
| 23 décembre       | Nouvel An Karen                                      | Kayin Hnit-Thit-Koo        | |
| 25 décembre       | Noël                                                 | Kha-Rit-Sa-Mut Naih        | |
| 31 décembre       | Réveillon du Nouvel an                               |                            | |
| Variable          | Eid al-Adha                                          |                            | Marque la fin du Hajj à La Mecque |
| Variable          | Divali                                               | Deepavali                  | Fête hindou |
| Variable          | Nouvel an chinois                                    |                            | Désigné à partir de l'année civile 2025 dans le but de renforcer d'avantage l'amitié fraternelle avec la Chine.                             |

## Autres jours spéciaux
Les jours suivants ne sont pas des jours fériés, mais sont reconnus comme des jours spéciaux ou sont célébrés uniquement dans les communautés locales.
- Journée de l'État Kachin – 10 janvier
- Journée d'éradication de la lèpre au Myanmar – 6 février
- Journée mondiale de l'enfance (anniversaire du général Aung San) – 13 février
- Fête nationale Chin – 20 février
- Journée de la musique du Myanmar – 27 juin
- Journée de la femme au Myanmar – 3 juillet
- Journée de la police du Myanmar – 1er octobre
- Journée de l'État Karen – 7 novembre
- Fête des Mères – Pleine Lune
- Fête nationale Mon, 1er jour après la pleine lune de Tapotwe
- Journée des pompiers du Myanmar - 5 mai
- Journée mondiale de la Croix-Rouge - 8 mai